# Acuši Curujama
Acuši Curujama (japonsky: 鶴山淳志, Curujama Acuši, * 31. srpna 1981) je profesionální hráč go.

## Biografie
Profesionálním hráčem se stal v roce 1999 a v tomtéž roce mu byl udělen 2. dan. V roce 2004 byl oceněn za to, že měl mezi profesionály nejlepší poměr výher ku prohrám. Jeho rekord byl 27 výher z 36 her. V témže roce měl už na kontě 200 výher. V roce 2005 se zúčastnil 10. Samsung Cupu jako japonský reprezentant.